# Ionaspis obtecta
Ionaspis obtecta är en lavart som först beskrevs av Edvard(Edward) August Vainio, och fick sitt nu gällande namn av Rolf Santesson. Ionaspis obtecta ingår i släktet Ionaspis, och familjen Hymeneliaceae. Enligt den finländska rödlistan är arten otillräckligt studerad i Finland. Arten är reproducerande i Sverige. Artens livsmiljö är klippor (inklusive flyttblock).